# Aloe keayi
Aloe keayi é uma espécie de liliopsida do gênero Aloe, pertencente à família Asphodelaceae.